# 1191 w polityce

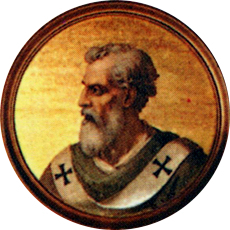
Klemens III

Wydarzenia polityczne w 1191 roku.

## Wydarzenia
- Ryszard I Lwie Serce zdobył Cypr[1].
- Krzyżowcy zajęli Akkę[2][3].
- Kazimierz II Sprawiedliwy stłumił bunt możnych małopolskich[2][4].
- Wyprawa Henryka VI do Włoch i koronacja cesarska[2][3].

## Zmarli
- 20 marca Klemens III, papież[5].